# Понтекуроне
Понтекуроне (итал. Pontecurone) — коммуна в Италии, располагается в регионе Пьемонт, в провинции Алессандрия.
Население составляет 3848 человек (2008 г.), плотность населения составляет 129 чел./км². Занимает площадь 30 км². Почтовый индекс — 15055. Телефонный код — 0131.
Покровителем коммуны почитается священномученик Власий Севастийский, празднование в третье воскресенье июля.

## Демография
Динамика населения:

## Администрация коммуны
- Официальный сайт: http://www.comune.pontecurone.al.it/